# Tima die Göttliche

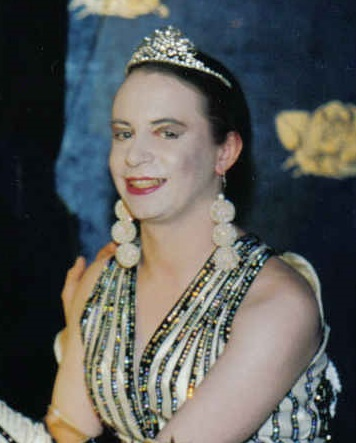
Tima 1994 im SchwuZ, Berlin

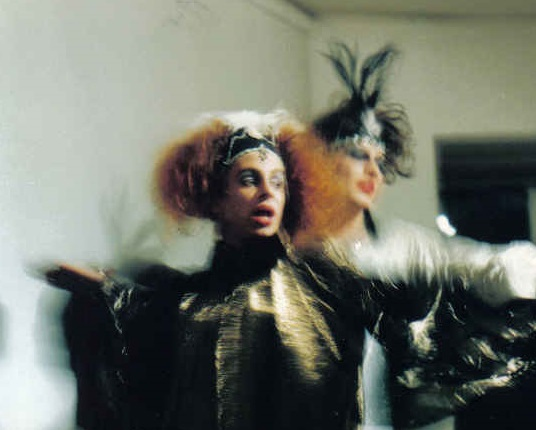
1987 Anita Berber-Filmdreh-Party: Tima & BeV performen das Lied Money, Money aus dem Musical Cabaret

Tima die Göttliche, auch Timo Lewandovsky, (* 30. Dezember 1965 in München als Marcus Timo Schrader) ist eine deutsche queere Polit-Tunte und Künstlerin. Sie lebt und wirkt in Berlin-Wedding.

## Werdegang
Marcus Timo Schrader kam 1983 nach West-Berlin, wo er als ausgebildeter Schneider ein Volontariat in der Kostümabteilung des Theaters des Westens absolvierte. 1985 entstand im Umfeld des SchwuZ Tima die Göttliche. Tima gründete zusammen mit Melitta Poppe, Chou-Chou de Briquette, Melitta Sundström, Ichgola Androgyn und Pepsi Boston des Tuntenensembles „Ladies Neid“, das sich neben künstlerischen Auftritten auch im Aids-Aktivismus politisch engagierte.
Tima die Göttliche wirkte in verschiedenen Filmen von Rosa von Praunheim mit, u. a. in Tunten lügen nicht (2002), und wurde dadurch einem größeren Publikum bekannt. 
Seit 1984 steht Tima die Göttliche auf der Bühne, spielt Theater, singt, schreibt eigene Stücke, Lieder, Gedichte und Kurzgeschichten und führt Regie. Zudem näht sie viele ihrer Kostüme selbst, organisiert extravagante Modenschauen und betreibt einen Kostümverleih. Seit 2002 hat sie sich auch an Kunstausstellungen beteiligt und dort Figuren in historischen Kostümen präsentiert. Für die Ausstellung zu Rosa von Praunheims 70. Geburtstag erstellte sie eine Puppe von Charlotte von Mahlsdorf in Lebensgröße (steht heute im O-Tonart Theater) und die vier Tuntenfreunde, mit denen sie in mehreren Filmen agierte. Aufgrund der durchgehenden Hauptrolle in der Fernsehserie Berlin Bohème ist sie auch im Lexikon der deutschen Soaps von Jovan Evermann gelistet.
Am 27. Oktober 2004 feierte Tima die Göttliche mit einer großen Revue 20-jähriges Bühnenjubiläum in der Berliner ufaFabrik.
2007 beteiligte sich Tima an der Ausstattung der Christian-Knorr-von-Rosenroth-Festspiele in Sulzbach-Rosenberg und war im Stück Die Vermählung des Phoebus und der Pallas auch in der Rolle des Mars zu sehen. Nach weiteren Rollen als Schillernde Jungfrau und Rapunzel war Tima 2015 die Soubrette Ludmilla Romanova in Pension Schöller an der Volksbühne Michendorf.

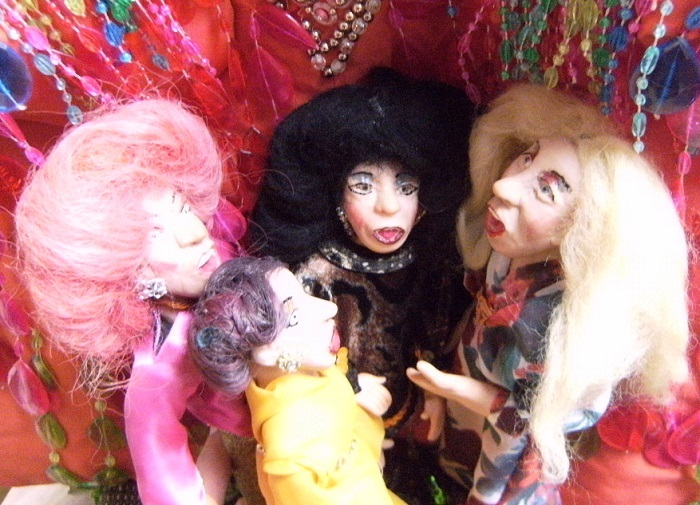
Timas Tunten-Puppen: Ovo Maltine, Tima (in Gelb), BeV und Ichgola

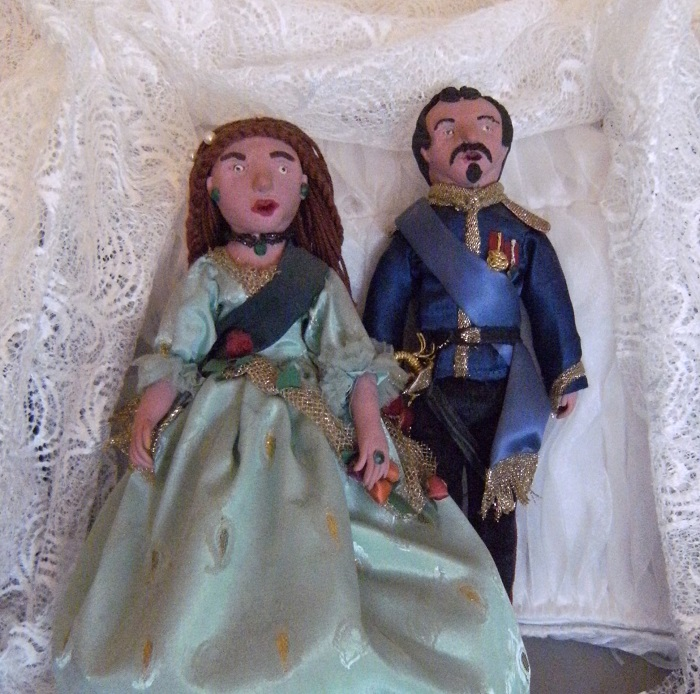
Timas Sissi-Puppen: passend zum Film Ludwigs Lust von 1986

## Filmografie (Auswahl)
- 1985: Ein Virus kennt keine Moral (Rosa von Praunheim)
- 1986: Ludwigs Lust (Ein Sissi-Film von Eckhard Pohlmann)
- 1987: Anita – Tänze des Lasters (Rosa von Praunheim)
- 1989: Narziss und Echo (von Michael Brynntrup)
- 1991: Ich bin meine eigene Frau (Rosa von Praunheim)
- 1993: Plötzlich und unerwartet (Michael Brynntrup)
- 1995: Neurosia – 50 Jahre pervers (Rosa von Praunheim)
- 1999: Der Einstein des Sex – Leben und Werk des Dr. Magnus Hirschfeld (Rosa von Praunheim)
- 2000: Zutaten für Träume
- 2002: Tunten lügen nicht (Rosa von Praunheim)
- 1999–2006: Berlin Bohème (Fernsehserie)